# Корелациони дијаграм
Корелациони дијаграм је график који приказује квалитативно понашање енергијских нивоа у молекулу у зависности од растојања између два атома. На њему је приказана повезаност између два гранична случаја за два атома, када су потпуно раздвојени (R → ∞) и када се налазе уједињени један до другог (R=0). Корелационим дијаграмом двоатомског молекула је заправо приказан ефективни потенцијал без одбојног члана међу језгрима (који је обрнуто пропорционалан са растојањем).
Корелациони дијаграм није квантитативни и не приказује праве вредности енергије, већ релативне, а и редослед енергетских нивоа може да варира од молекула до молекула. Веће енергије пертурбују редослед нивоа. Такође, мења се положај R на којем долази до пресецања енергетских нивоа.

## Правила
При формирању корелационог дијаграма симетрија молекула важе следећа правила:
- очувава се квантни број λ, односно m, тј. могу бити повезане оне орбитале са леве и десне стране дијаграма код којих је m једнако
- код хомонуклеарних молекула очувава се симетрија МО у односу на рефлексију, тј. парност и непарност орбитала у односу на рефлексиону раван
- када су задовољена друга правила, попуњавају се најпре нивои са нижим квантним бројевима код орбитала истог типа, с тим да је код симетричних орбитала у односу на рефлексију (везујућих) главни квантни број n очуван при повезивању (осим у неколико изузетака), док је код антисиметричних орбитала главни квантни број раздвојених орбитала већи као n код уједињених атома